# 1982 في المغرب
الأحداث في العام 1982 في المغرب.

## الحكم
- الملك: الحسن الثاني
- رئيس الحكومة: المعطي بوعبيد
- وزير الداخلية: إدريس البصري

## الأحداث
- 6 سبتمبر: استضافت مدينة فاس القمة العربية الاستثنائية الثانية 1982.
- 8 أكتوبر: افتتاح السنة التشريعية وخطاب الملك.

## الرياضة
- فاز النادي القنيطري بـ الدوري المغربي لكرة القدم 1981–82.
- سنة 1982 تأسس نادي شباب مريرت لكرة القدم.
- فاز الاعب أحمد مكروح - بـجائزة الكرة الذهبية الإفريقية سنة 1982.

## كتب
- كتاب: غجر في الغابة: من تأليف محمد زفزاف.

## أفلام
- حلاق درب الفقراء (فيلم) - من إخراج محمد الركاب.
- أموك (فيلم) - من إخراج سهيل بنبركة.
- خطوات في الضباب (فيلم مغربي) - من إخراج حميد بن الشريف.
- دموع الندم - من إخراج حسن المفتي.
- من الواد لهيه (فيلم) - من إخراج محمد عبازي.
- الجمرة (فيلم مغربي) - من إخراج فريدة بورقية.
- للاشافية (فيلم) - من إخراج محمد التازي.
- أيام شهرزاد الجميلة (فيلم مغربي) - من إخراج مصطفى الدرقاوي.
- مأساة 40.000 (فيلم) - من إخراج أحمد قاسم أقدي.
- إبراهيم ياش؟ (فيلم) - من إخراج نبيل لحلو.

## موسيقى
- الفنان ميمون الوجدي اصدر سنة 1982 أول ألبوم موسيقي كان بعنوان “النار كدات” .

## مواليد
- رشيد العلالي، (منشط ومقدم برامج مغربي).
- جواد بدة، (صحفي رياضي ومعلّق كروي مغربي).
- حسين خرجة، (لاعب كرة قدم مغربي/فرنسي).
- إيمان الباني، (ملكة جمال المغرب لسنة 2006).
- أحمد شوقي (مغني)، (مغني مغربي).
- ليلى علوي (مصورة)، مصورة مغربية
- جمال عليوي، (لاعب كرة قدم مغربي).
- زينب أوكاش، (ممثلة وعارضة أزياء مغربية).
- أحمد أجدو، (لاعب كرة قدم مغربي).
- عبد الصمد المباركي، (لاعب كرة قدم مغربي).
- عادل كروشي، (لاعب كرة قدم مغربي).
- أنور حدوير، (لاعب كرة قدم هولندي/مغربي).
- عبد السلام بوحسيني (ممثل مغربي).
- فريد الطلحاوي (لاعب كرة قدم).
- إسماعيل الفتح (حكم دولي كرة قدم أمريكي من أصول مغربية).
- عصام الشرعي، لاعب كرة قدم ومدرب بلجيكي/مغربي.